# Tom Lacoux
Tom Lacoux (sinh ngày 25 tháng 1 năm 2002) là cầu thủ bóng đá chuyên nghiệp người Pháp hiện tại đang thi đấu ở vị trí tiền vệ cho câu lạc bộ Famalicão tại Giải bóng đá Ngoại hạng Bồ Đào Nha, theo dạng cho mượn từ câu lạc bộ Bordeaux tại Ligue 2.

## Sự nghiệp thi đấu

### Bordeaux
Vào ngày 5 tháng 7 năm 2020, Lacoux ký bản hợp đồng chuyên nghiệp đầu tiên với câu lạc bộ Bordeaux. Anh ta ra mắt cho đội bóng trong trận thua 3–1 trước Reims tại Ligue 1 vào ngày 23 tháng 12 năm 2020.